# Colegio de Montaigu

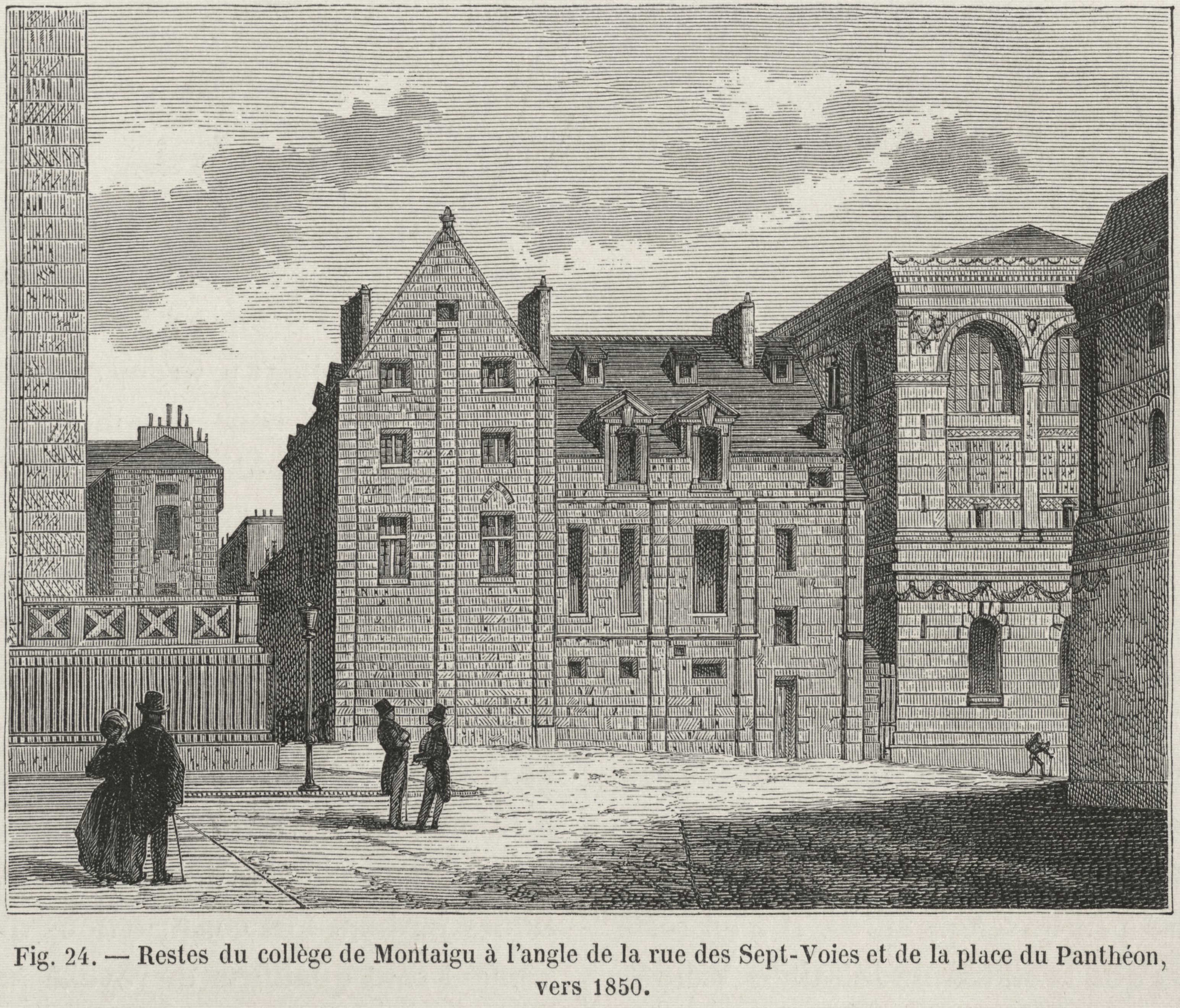
Collège de Montaigu, c. 1850

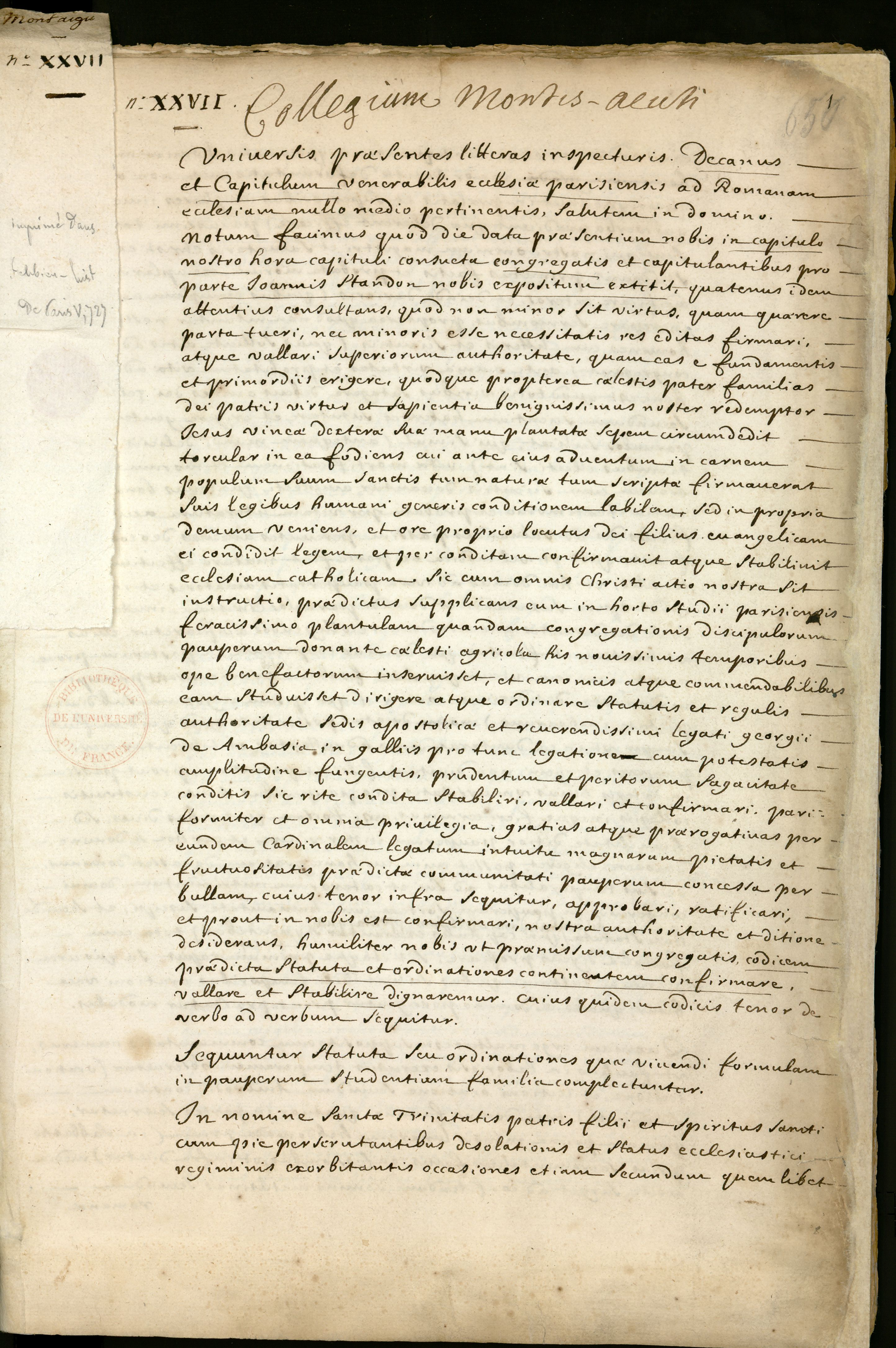
Colegio de Montaigu: fundación y estatutos. Manuscrito latino, siglo XVII (Biblioteca de la Sorbonne, NuBIS)

El Colegio de Montaigu (francés Collège de Montaigu) fue uno de los colegios constituyentes de la Facultad de Artes de la Universidad de París.

## Historia
El colegio, originalmente llamado Collège des Aicelins, fue fundado en 1314 por Gilles I Aycelin de Montaigu, arzobispo de Narbona y arzobispo de Rouen. Cambió su nombre después de haber sido restaurado en 1388 por su pariente Pierre Aycelin de Montaigut, Obispo de Nevers y Laon.
En 1483 Jan Standonck se convirtió en maestro del Colegio y lo hizo prosperar. Bajo su liderazgo y el de su discípulo Noël Béda, Montaigu fue uno de los principales colegios teológicos de París. Los estudiantes de la universidad incluían Erasmo de Rotterdam, Juan Calvino e Ignacio de Loyola (antes de trasladarse al Collège de Sainte-Barbe). Otros estudiantes notables fueron el influyente profesor y diplomático portugués Diogo de Gouveia. Al menos cuatro escoceses también asistieron: el filósofo John Mair (quien pasó a enseñar teología allí), el historiador Hector Boece, el abogado real Patrick Paniter y reformador John Knox. Otro escocés, George Dundas, también pudo haber asistido. También fue alumno, y después profesor, el filósofo y matemático español Gaspar Lax.
En sus Coloquios, Erasmo de Rotterdam dejó una memoria de su tiempo en el Colegio bajo Jan Standonck. Erasmo era un estudiante privilegiado que pagaba, pero sus recuerdos no eran agradables.
En 1792, algunos de los edificios se convirtieron en un hospital y una prisión militar. La prisión fue cerrada en 1836 y derribada en 1842. En 1844-1850, la Biblioteca Sainte-Geneviève fue construida en el sitio.